# Gaetano De Vescovi
Gaetano De Vescovi (ur. 14 listopada 1937 w Trieście, zm. 28 października 2017 w Rzymie) – włoski zapaśnik walczący w stylu wolnym. Dwukrotny olimpijczyk. Czwarty w Rzymie 1960 i odpadł w eliminacjach w Tokio 1964. Walczył w kategorii do 73 kg.
Czwarty na mistrzostwach Europy w 1966 roku.